# Triatoma

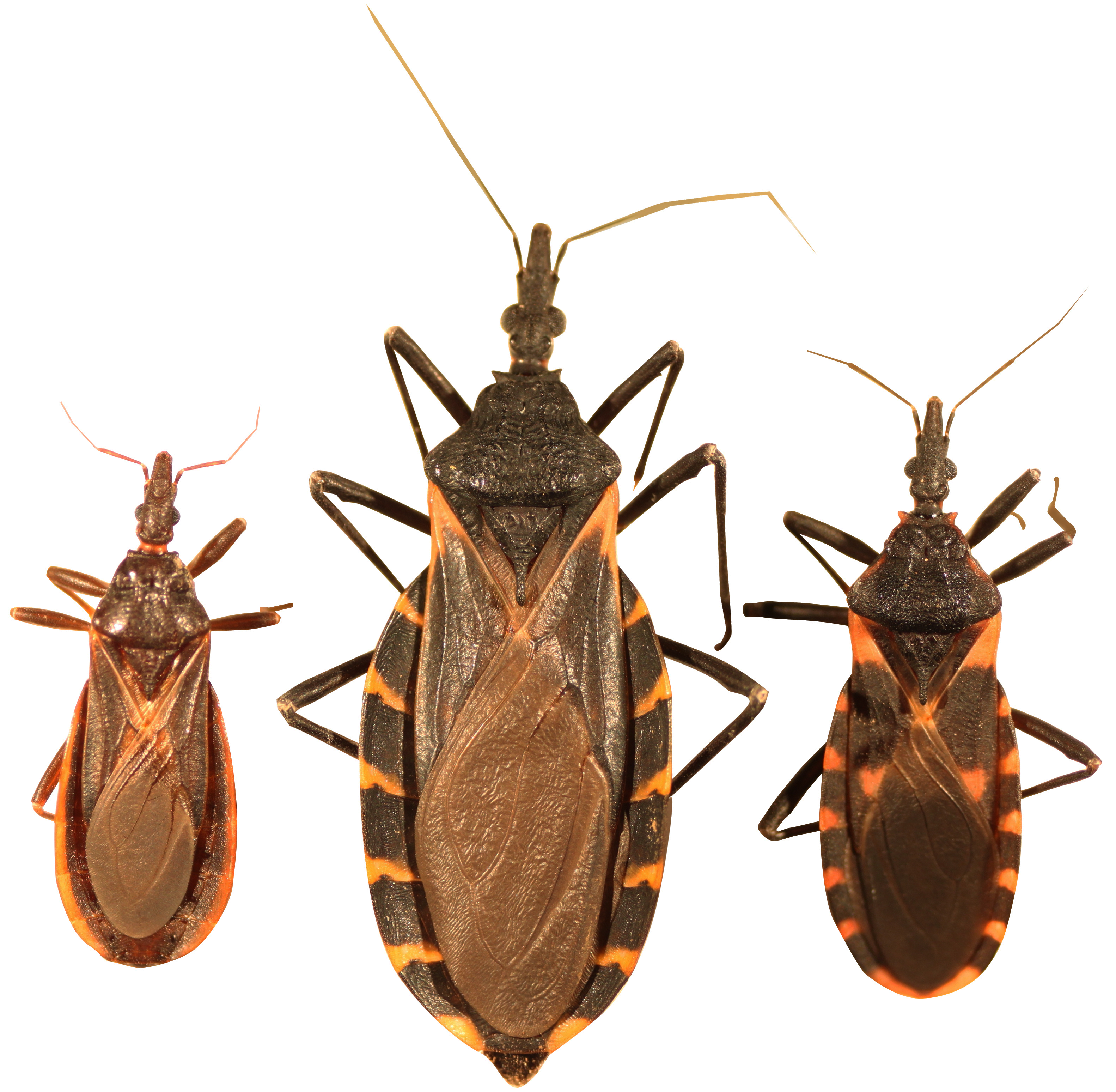
Triatoma protracta (esquerra), Triatoma gerstaeckeri (centre) i Triatoma sanguisuga (dreta)

Triatoma és un gènere d'hemípters redúvids en la subfamília Triatominae. Tots els membres de Triatoma (com els altres Triatominae) són succionadors de sang que poden transmetre greus malalties, com la malaltia de Chagas. Són coneguts a sudamèrica amb el nom de vinchucas.

## Espècies segons ECLAT
- T. amicitiae Lent, 1951b
- T. arthurneivai Lent & Martins, 1940 (Tc)
- T. baratai Carcavallo & Jurberg, 2000
- T. barberi Usinger, 1939 (Tc) (vector principal en parts de centre i sud de Mèxic)
- T. bolivari Carcavallo, Martínez & Peláez, 1987
- T. bouvieri Larrousse, 1924
- T. brailovskyi Martínez, Carcavallo & Peláez, 1984
- T. brasiliensis Neiva, 1911b (Tc) (vector major en àrea de Catinga del nord-est del Brasil)
- T. breyeri Del Ponte, 1929
- T. carcavalloi Jurberg et al., 1998
- T. carrioni Larrousse, 1926 (Tc)
- T. cavernicola Else & Cheong, in Else et al.,1977
- T. circummaculata (Stal, 1859) (Tc)
- T. costalimai Verano & Galvão, 1958 (Tc)
- T. deaneorum Galvão, Souza & Lima, 1967
- T. delpontei Romaña & Abalos, 1947 (Tc)
- T. dimidiata (Latreille, 1811) (Tc) (vector important en parts de Mèxic, Centreamèrica, Colòmbia, Equador)
- T. dispar Lent, 195 (Tc)
- T. eratyrusiformis Del Ponte, 1929 (Tc)
- T. garciabesi Carcavallo et al., 1967 (Tc)
- T. gerstaeckeri (Stal, 1859) (Tc).
- T. gomeznunezi Martinez, Carcavallo & Jurberg, 1994
- T. guasayana Wygodzinsky & Abalos, 1949 (Tc)
- T. guazu Lent & Wygodzinsky, 1979
- T. hegneri Mazzotti, 1940 (Tc)
- T. incrassata Usinger, 1939
- T. indictiva Neiva, 1912
- T. infestans (Klug, 1834) (Tc) (del més important vector als països del Con Sud).
- T. juazeirensis Costa & Felix, 2007 (Tc)
- T. jurbergi Carcavallo et al., 1998b
- T. klugi Carcavallo et al., 2001
- T. lecticularia (Stal, 1859) (Tc)
- T. lenti Sherlock & Serafim, 1967 (Tc)
- T. leopoldi (Schoudeten, 1933)
- T. limai Del Ponte, 1929
- T. maculata (Erichson, 1848) (Tc)
- T. matogrossensis Leite & Barbosa, 1953 (Tc)
- T. melanica Neiva & Lent, 1941 (Tc)
- T. melanocephala Neiva & Pinto, 1923b (Tc)
- T. mexicana (Herrich-Schaeffer, 1848)
- T. migrans Breddin, 1903
- T. neotomae Neiva, 1911d (Tc)
- T. nigromaculata (Stal, 1872) (Tc)
- T. nitida Usinger, 1939 (Tc)
- T. oliveirai (Neiva et al., 1939)
- T. patagonica Del Ponte, 1929 (Tc)
- T. peninsularis Usinger, 1940 (Tc)
- T. petrochiae Pinto & Barreto, 1925 (Tc)
- T. platensis Neiva, 1913 (Tc)
- T. protracta (Uhler, 1894) (Tc)
- T. pseudomaculata Correa & Espínola, 1964 (Tc)
- T. pugasi Lent, 1953b
- T. recurva (Stal, 1868) (Tc)
- T. rubida (Uhler, 1894) (Tc)
- T. rubrofasciata (De Geer, 1773) (Tc)
- T. rubrovaria (Blanchard, in Blanchard & Bulle, 1843) (Tc)
- T. ryckmani Zeledón & Ponce, 1972
- T. sanguisuga (Leconte, 1855) (Tc)
- T. sherlocki Ryckman, 1962
- T. sinaloensis Papa et al. 2002 (Tc)
- T. sinica Hsaio, 1965
- T. sordida (Stal, 1859) (Tc)
- T. tibiamaculata (Pinto, 1926b) (Tc)
- T. vandae Carcavallo et al. 2002
- T. venosa (Stal, 1872) (Tc)
- T. vitticeps (Stal, 1859) (Tc)
- T. williami Galvão, Souza & Lima, 1965 (Tc)
- T. wygodzinskyi Lent, 1951c